# Pisachoides mendica
Pisachoides mendica är en insektsart som först beskrevs av Melichar 1932.  Pisachoides mendica ingår i släktet Pisachoides och familjen dvärgstritar. Inga underarter finns listade i Catalogue of Life.